# 广告柱

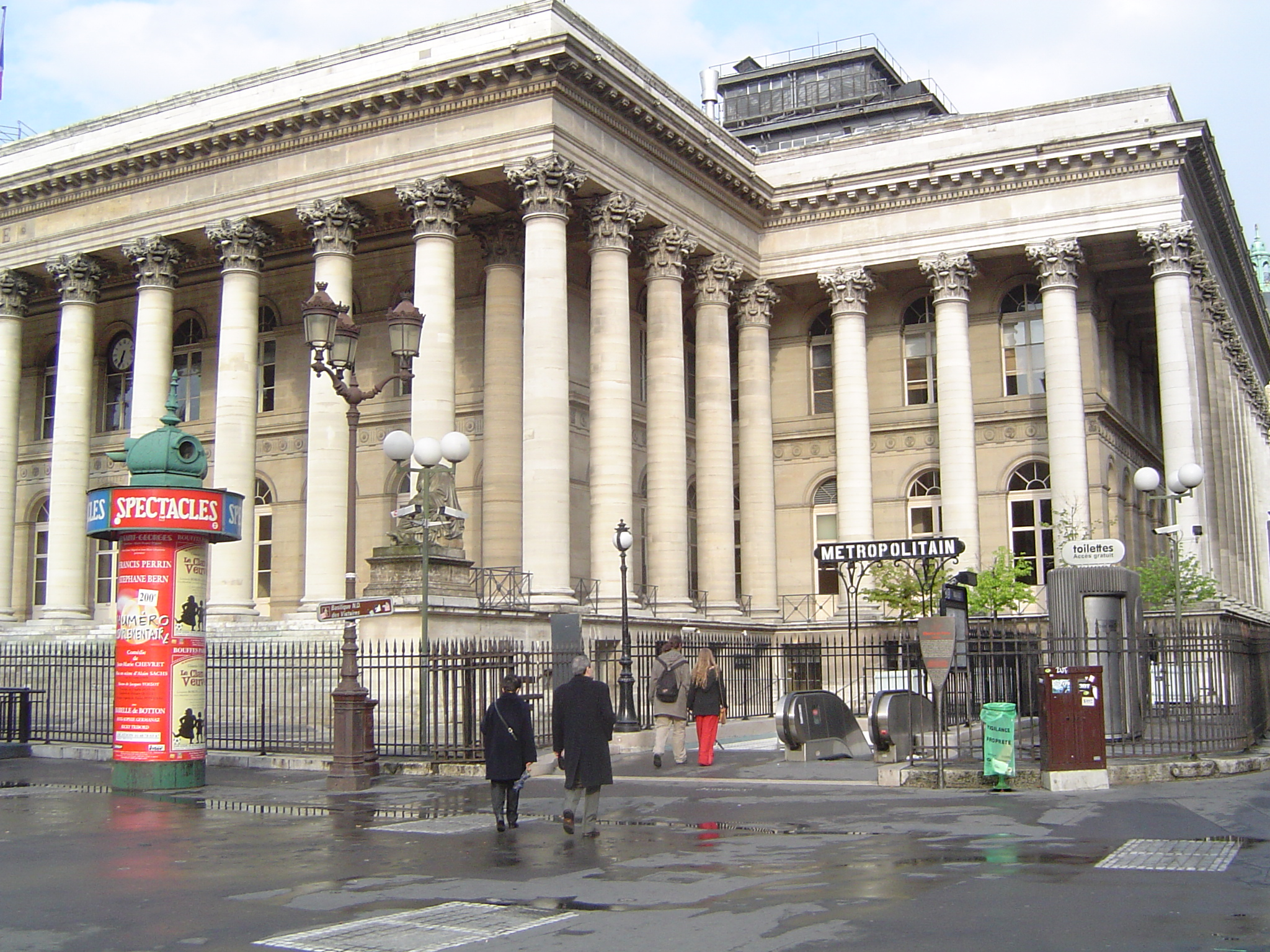
前的紅色物體即為廣告柱

广告柱，又叫莫里斯柱（法語：colonne Morris）、利特法斯柱（德語：Litfaßsäule），是一根可以張貼廣告以及宣傳單的柱子，常見於德國及其他歐洲國家的人行道上。一般高3米，周长5米，底座为花岗岩。德国有大约5万多个廣告柱，其中柏林有2500多个，法兰克福有500多个。
广告柱是1854年由德国出版商人恩斯特·利特法斯所設計。当时德国国内乱贴小广告的现象非常普遍。恩斯特·利特法斯對這種現象非常厭惡，於是設計了可以專門張貼廣告的柱子，因而廣告柱又名利特法斯柱。1855年起，德國其他城市開始普及广告柱，甚至其他國家也出現了廣告柱。

## 外部鏈接
- 维基共享资源上的相關多媒體資源：广告柱
- Mobilier Urbain – Inventory of street installations in Paris (in French)